# カリ第一鉄パーガス閃石
カリ第一鉄パーガス閃石（カリだいいちてつパーガスせんせき、 Potassic-ferro-pargasite）は、2009年に発表された日本産新鉱物で、産業技術総合研究所の鉱物学者坂野靖行などにより、三重県の加太市場から発見された。 化学組成はKCa2(Fe2+4Al)(Si6Al2)O22(OH)2で、単斜晶系。パーガス閃石(Pargasite)のマグネシウムの位置に2価の鉄が入り、ナトリウムの位置にカリウムが入った種である。